# Aina Clotet
Aina Clotet, född 23 september 1982 i Barcelona, är en spansk skådespelare, manusförfattare och regissör.
Clotet har bland annat medverkat i TV-serierna This Is Not Sweden och Dödliga flammor. I den förstnämnda var hon även manusförfattare. Hon har även bland många andra filmer medverkat i The Enchanted.

## Filmografi (i urval)
- 1994–1999 – Estació d'enllaç (TV-serie)
- 2005 – Sprint Especial (TV-film)
- 2006 – 53 días de invierno
- 2007 – Positius (TV-film)
- 2012 – Germanes (TV-film)
- 2018 – Undet stormen
- 2019 – La filla d'algú
- 2023 – The Enchanted
- 2023 – Dödliga flammor (TV-serie)
- 2024 – This Is Not Sweden (TV-serie)